# Distretto di Gounwolaila
Il distretto di Gounwolaila è un distretto della Liberia facente parte della contea di Gbarpolu.